# Olaszország a 2011-es úszó-világbajnokságon
Olaszország a 2011-es úszó-világbajnokságon 82 sportolóval vett részt.

## Érmesek
|    | Nemzet      | Arany | Ezüst | Bronz | Összesen |
| 5. | Olaszország | 3     | 4     | 2     | 9        |

| Érem      | Név | Sport          | Esemény                           | Dátum      |
| --------- | --- | -------------- | --------------------------------- | ---------- |
| Aranyérem | Federica Pellegrini | Úszás          | Női 400 méteres gyorsúszás        | július 24. |
| Aranyérem | Federica Pellegrini | Úszás          | Női 200 méteres gyorsúszás        | július 27. |
| Aranyérem | Stefano Tempesti Amaurys Perez Niccolo Gitto Pietro Figlioli Alex Giorgetti Maurizio Felugo Niccolo Figari Valentino Gallo Christian Presciutti Deni Fiorentini Matteo Aicardi Amaldo Deserti Giacomo Pastorino | Vízilabda      | Férfi vízilabda                   | július 30. |
| Ezüstérem | Martina Grimaldi | Hosszútávúszás | Női 10 kilométeres hosszútávúszás | július 19. |
| Ezüstérem | Fabio Scozzoli | Úszás          | Férfi 100 méteres mellúszás       | július 25. |
| Ezüstérem | Fabio Scozzoli | Úszás          | Férfi 50 méteres mellúszás        | július 27. |
| Ezüstérem | Luca Dotto | Úszás          | Férfi 50 méteres gyorsúszás       | július 30. |
| Bronzérem | Tania Cagnotto | Műugrás        | Női 1 méteres műugrás             | július 19. |
| Bronzérem | Alice Franco | Hosszútávúszás | Női 25 kilométeres hosszútávúszás | július 23. |

## Műugrás
Férfi
| Versenyző(k)                        | Esemény                        | Selejtező | Selejtező | Elődöntő          | Elődöntő          | Döntő               | Döntő               |
| Versenyző(k)                        | Esemény                        | Pont      | Helyezés  | Pont              | Helyezés          | Pont                | Helyezés            |
| ----------------------------------- | ------------------------------ | --------- | --------- | ----------------- | ----------------- | ------------------- | ------------------- |
| Tommaso Rinaldi                     | Férfi 1 méteres műugrás        | 332.65    | 23        |                   |                   | Nem jutott tovább   | Nem jutott tovább   |
| Michele Benedetti                   | Férfi 3 méteres műugrás        | 384.60    | 26        | Nem jutott tovább | Nem jutott tovább | Nem jutott tovább   | Nem jutott tovább   |
| Tommaso Marconi                     | Férfi 1 méteres műugrás        | 391.05    | 20        | Nem jutott tovább | Nem jutott tovább | Nem jutott tovább   | Nem jutott tovább   |
| Francesco Dell’Uomo                 | Férfi 10 méteres toronyugrás   | 355.40    | 27        | Nem jutott tovább | Nem jutott tovább | Nem jutott tovább   | Nem jutott tovább   |
| Maicol Verzotto                     | Férfi 10 méteres toronyugrás   | 342.15    | 28        | Nem jutott tovább | Nem jutott tovább | Nem jutott tovább   | Nem jutott tovább   |
| Michele Benedetti Tommaso Rinaldi   | Férfi 3 méteres szinkronugrás  | 372.36    | 9 Q       |                   |                   | 381.63              | 10 Q                |
| Francesco Dell’Uomo Maicol Verzotto | Férfi 10 méteres szinkronugrás | 361.86    | 13        |                   |                   | Nem jutottak tovább | Nem jutottak tovább |

Női
| Versenyző(k)                     | Esemény                     | Selejtező | Selejtező | Elődöntő          | Elődöntő          | Döntő             | Döntő             |
| Versenyző(k)                     | Esemény                     | Pont      | Helyezés  | Pont              | Helyezés          | Pont              | Helyezés          |
| -------------------------------- | --------------------------- | --------- | --------- | ----------------- | ----------------- | ----------------- | ----------------- |
| Maria Elizabetta Marconi         | Női 1 méteres műugrás       | 264.25    | 6 Q       |                   |                   | 290.15            | 4                 |
| Tania Cagnotto                   | Női 1 méteres műugrás       | 253.15    | 12 Q      |                   |                   | 295.45            | Bronzérem         |
| Tania Cagnotto                   | Női 3 méteres műugrás       | 298.50    | 13 Q      | 299.70            | 12 Q              | 313.45            | 9                 |
| Francesca Dallape                | Női 3 méteres műugrás       | 293.50    | 16 Q      | 275.00            | 18                | Nem jutott tovább | Nem jutott tovább |
| Noemi Batki                      | Női 10 méteres toronyugrás  | 251.35    | 26        | Nem jutott tovább | Nem jutott tovább | Nem jutott tovább | Nem jutott tovább |
| Tania Cagnotto Francesca Dallape | Női 3 méteres szinkronugrás | 288.30    | 3 Q       |                   |                   | 297.60            | 6                 |

## Hosszútávúszás
Férfi
| Versenyző         | Esemény                             | Döntő     | Döntő    |
| Versenyző         | Esemény                             | Idő       | Helyezés |
| ----------------- | ----------------------------------- | --------- | -------- |
| Nicola Bolzonello | Férfi 5 kilométeres hosszútávúszás  | 56:24.3   | 4        |
| Simone Ruffini    | Férfi 5 kilométeres hosszútávúszás  | 56:20.0   | 9        |
| Luca Ferretti     | Férfi 10 kilométeres hosszútávúszás | 1:55:45.2 | 28       |
| Valerio Cleri     | Férfi 10 kilométeres hosszútávúszás | 1:54:41.2 | 11       |
| Valerio Cleri     | Férfi 25 kilométeres hosszútávúszás | DNF       | DNF      |
| Edoardo Stochino  | Férfi 25 kilométeres hosszútávúszás | DNF       | DNF      |

Női
| Versenyző         | Esemény                           | Döntő     | Döntő     |
| Versenyző         | Esemény                           | Idő       | Helyezés  |
| ----------------- | --------------------------------- | --------- | --------- |
| Rachele Bruni     | Női 5 kilométeres hosszútávúszás  | 1:00:42.2 | 4         |
| Alice Franco      | Női 5 kilométeres hosszútávúszás  | 1:00:50.7 | 14        |
| Alice Franco      | Női 25 kilométeres hosszútávúszás | 5:29:30.8 | Bronzérem |
| Giorgia Consiglio | Női 10 kilométeres hosszútávúszás | DNF       | DNF       |
| Martina Grimaldi  | Női 10 kilométeres hosszútávúszás | 2:01:59.9 | Ezüstérem |
| Martina Grimaldi  | Női 25 kilométeres hosszútávúszás | 5:29:36.2 | 5         |

Csapat
| Versenyzők                                    | Esemény               | Döntő   | Döntő    |
| Versenyzők                                    | Esemény               | Idő     | Helyezés |
| --------------------------------------------- | --------------------- | ------- | -------- |
| Nicola Bolzonello Rachele Bruni Luca Ferretti | Csapat hosszútávúszás | 58:00.5 | 4        |

## Úszás
Férfi
| Marco Orsi                                                    | Férfi 50 méteres gyorsúszás        | 22.16    | 8 Q  | 22.13             | 11                | Nem jutott tovább   | Nem jutott tovább   |                   |                   |
| Luca Dotto                                                    | Férfi 50 méteres gyorsúszás        | 22.25    | 12 Q | 21.97             | 4 Q               | 21.90               | Ezüstérem           |                   |                   |
| Luca Dotto                                                    | Férfi 100 méteres gyorsúszás       | 48.79    | 13 Q | 48.44             | 7 Q               | 48.24               | 7                   |                   |                   |
| Filippo Magnini                                               | Férfi 100 méteres gyorsúszás       | 48.36    | 3 Q  | 48.50             | 11                | Nem jutott tovább   | Nem jutott tovább   |                   |                   |
| Gianluca Maglia                                               | Férfi 200 méteres gyorsúszás       | 1:48.54  | 18   | Nem jutott tovább | Nem jutott tovább | Nem jutott tovább   | Nem jutott tovább   |                   |                   |
| Marco Belotti                                                 | Férfi 200 méteres gyorsúszás       | 1:48.66  | 20   | Nem jutott tovább | Nem jutott tovább | Nem jutott tovább   | Nem jutott tovább   |                   |                   |
| Marco Belotti                                                 | Férfi 50 méteres pillangóúszás     | 24.19    | 23   | Nem jutott tovább | Nem jutott tovább | Nem jutott tovább   | Nem jutott tovább   |                   |                   |
| Samuel Pizzetti                                               | Férfi 400 méteres gyorsúszás       | 3:47.12  | 9    |                   |                   | Nem jutott tovább   | Nem jutott tovább   |                   |                   |
| Samuel Pizzetti                                               | Férfi 800 méteres gyorsúszás       | 7:51.59  | 9    |                   |                   | Nem jutott tovább   | Nem jutott tovább   |                   |                   |
| Samuel Pizzetti                                               | Férfi 1500 méteres gyorsúszás      | 14:58.30 | 8 Q  |                   |                   | 15:15.81            | 7                   |                   |                   |
| Federico Colbertaldo                                          | Férfi 800 méteres gyorsúszás       | 8:01.10  | 17   |                   |                   | Nem jutott tovább   | Nem jutott tovább   |                   |                   |
| Gregorio Paltrinieri                                          | Férfi 1500 méteres gyorsúszás      | 15:22.03 | 19   |                   |                   | Nem jutott tovább   | Nem jutott tovább   |                   |                   |
| Mirco de Tora                                                 | Férfi 50 méteres hátúszás          | 25.28    | 12 Q | 25.40             | 12                | Nem jutott tovább   | Nem jutott tovább   | Nem jutott tovább | Nem jutott tovább |
| Mirco de Tora                                                 | Férfi 100 méteres hátúszás         | 54.47    | 19   | Nem jutott tovább | Nem jutott tovább | Nem jutott tovább   | Nem jutott tovább   |                   |                   |
| Sebastiano Ranfagni                                           | Férfi 200 méteres hátúszás         | 1:58.26  | 12 Q | 1:57.96           | 6 Q               | 1:57.49             | 7                   |                   |                   |
| Mattia Pesce                                                  | Férfi 100 méteres mellúszás        | 1:01.25  | 20   | Nem jutott tovább | Nem jutott tovább | Nem jutott tovább   | Nem jutott tovább   |                   |                   |
| Mattia Pesce                                                  | Férfi 200 méteres mellúszás        | 2:16.67  | 35   | Nem jutott tovább | Nem jutott tovább | Nem jutott tovább   | Nem jutott tovább   |                   |                   |
| Fabio Scozzoli                                                | Férfi 50 méteres mellúszás         | 27.84    | 10 Q | 27.37             | 4 Q               | 27.17               | Ezüstérem           |                   |                   |
| Fabio Scozzoli                                                | Férfi 100 méteres mellúszás        | 1:00.14  | 5 Q  | 59.83             | 3 Q               | 59.42               | Ezüstérem           |                   |                   |
| Lorenzo Benatti                                               | Férfi 100 méteres pillangóúszás    | 53.38    | 29   | Nem jutott tovább | Nem jutott tovább | Nem jutott tovább   | Nem jutott tovább   |                   |                   |
| Federico Turrini                                              | Férfi 200 méteres vegyesúszás      | 2:04.35  | 31   | Nem jutott tovább | Nem jutott tovább | Nem jutott tovább   | Nem jutott tovább   |                   |                   |
| Federico Turrini                                              | Férfi 400 méteres vegyesúszás      | 4:19.50  | 19   |                   |                   | Nem jutott tovább   | Nem jutott tovább   |                   |                   |
| Luca Martin                                                   | Férfi 400 méteres vegyesúszás      | 4:19.48  | 18   |                   |                   | Nem jutott tovább   | Nem jutott tovább   |                   |                   |
| Luca Dotto Marco Orsi Michele Santucci Filippo Magnini        | Férfi 4 × 100 méteres gyorsváltó   | 3:13.61  | 3 Q  |                   |                   | 3:12.39             | 4                   |                   |                   |
| Gianluca Maglia Filippo Magnini Marco Belotti Samuel Pizzetti | Férfi 4 × 200 méteres gyorsváltó   | 7:12.18  | 5 Q  |                   |                   | 7:12.26             | 8                   |                   |                   |
| Mirco Di Tora Fabio Scozzoli Marco Belotti Luca Dotto         | Férfi 4 × 100 méteres vegyes váltó | 3:36.74  | 11   |                   |                   | Nem jutottak tovább | Nem jutottak tovább |                   |                   |

Női
| Versenyző(k)                                                   | Esemény                          | Selejtező | Selejtező | Elődöntő          | Elődöntő          | Döntő               | Döntő               |
| Versenyző(k)                                                   | Esemény                          | Idő       | Helyezés  | Idő               | Helyezés          | Idő                 | Helyezés            |
| -------------------------------------------------------------- | -------------------------------- | --------- | --------- | ----------------- | ----------------- | ------------------- | ------------------- |
| Federica Pellegrini                                            | Női 100 méteres gyorsúszás       | DNS       | DNS       | Nem jutott tovább | Nem jutott tovább | Nem jutott tovább   | Nem jutott tovább   |
| Federica Pellegrini                                            | Női 200 méteres gyorsúszás       | 1:56.87   | 2 Q       | 1:56.42           | 2 Q               | 1:55.58             | Aranyérem           |
| Federica Pellegrini                                            | Női 400 méteres gyorsúszás       | 4:04.76   | 1 Q       |                   |                   | 4:01.97             | Aranyérem           |
| Federica Pellegrini                                            | Női 800 méteres gyorsúszás       | DNS       | DNS       |                   |                   | Nem jutott tovább   | Nem jutott tovább   |
| Martina Rita Caramignoli                                       | Női 1500 méteres gyorsúszás      | 16:23.75  | 13        |                   |                   | Nem jutott tovább   | Nem jutott tovább   |
| Elena Gemo                                                     | Női 50 méteres hátúszás          | 29.12     | 24        | Nem jutott tovább | Nem jutott tovább | Nem jutott tovább   | Nem jutott tovább   |
| Elena Gemo                                                     | Női 100 méteres hátúszás         | 1:01.62   | 20        | Nem jutott tovább | Nem jutott tovább | Nem jutott tovább   | Nem jutott tovább   |
| Elena Gemo                                                     | Női 50 méteres pillangóúszás     | 26.86     | 17        | Nem jutott tovább | Nem jutott tovább | Nem jutott tovább   | Nem jutott tovább   |
| Chiara Boggiatto                                               | Női 100 méteres mellúszás        | 1:09.50   | 23        | Nem jutott tovább | Nem jutott tovább | Nem jutott tovább   | Nem jutott tovább   |
| Chiara Boggiatto                                               | Női 200 méteres mellúszás        | 2:27.84   | 15 Q      | 2:28.14           | 16                | Nem jutott tovább   | Nem jutott tovább   |
| Ilaria Bianchi                                                 | Női 100 méteres pillangóúszás    | 1:00.36   | 34        | Nem jutott tovább | Nem jutott tovább | Nem jutott tovább   | Nem jutott tovább   |
| Alessia Polieri                                                | Női 200 méteres pillangóúszás    | 2:13.65   | 27        | Nem jutott tovább | Nem jutott tovább | Nem jutott tovább   | Nem jutott tovább   |
| Alessia Polieri                                                | Női 200 méteres vegyesúszás      | 2:18.69   | 27        | Nem jutott tovább | Nem jutott tovább | Nem jutott tovább   | Nem jutott tovább   |
| Alessia Polieri                                                | Női 400 méteres vegyesúszás      | 4:45.26   | 18        |                   |                   | Nem jutott tovább   | Nem jutott tovább   |
| Stefania Pirozzi                                               | Női 400 méteres vegyesúszás      | 4:48.40   | 25        |                   |                   | Nem jutott tovább   | Nem jutott tovább   |
| Alice Mizzau Federica Pellegrini Alice Nesti Renata Spagnolo   | Női 4 × 200 méteres gyorsváltó   | 8:02.69   | 13        |                   |                   | Nem jutottak tovább | Nem jutottak tovább |
| Elena Gemo Chiara Boggiatto Ilaria Bianchi Federica Pellegrini | Női 4 × 100 méteres vegyes váltó | 4:04.74   | 14        |                   |                   | Nem jutottak tovább | Nem jutottak tovább |

## Szinkronúszás
Női
| Versenyző(k) | Esemény               | Selejtező | Selejtező | Döntő  | Döntő    |
| Versenyző(k) | Esemény               | Pont      | Helyezés  | Pont   | Helyezés |
| --- | --------------------- | --------- | --------- | ------ | -------- |
| Linda Cerruti | Egyéni rövid program  | 88.400    | 9 Q       | 88.300 | 9        |
| Linda Cerruti | Egyéni szabad program | 89.610    | 7 Q       | 89.950 | 7        |
| Giulia Lapi Mariangela Perrupato | Páros rövid program   | 89.900    | 7 Q       | 90.100 | 7        |
| Giulia Lapi Mariangela Perrupato | Páros szabad program  | 90.860    | 7 Q       | 89.800 | 7        |
| Elisa Bozzo Beatrice Callegari Camilla Cattaneo Costanza Fiorentini Manila Flamini Mariangela Perrupato Benedetta Re Sara Sgarzi                              | Csapat rövid program  | 90.600    | 7 Q       | 90.700 | 7        |
| Elisa Bozzo Beatrice Callegari Constanza Fiorentini Manila Flamini Giulia Lapi Mariangela Perrupato Benedetta Re Sara Sgarzi                                  | Csapat szabad program | 91.090    | 7 Q       | 90.870 | 7        |
| Elisa Bozzo Beatrice Callegari Francesca Deidda Costanza Fiorentini Manila Flamini Giulia Lapi Mariangela Perrupato Benedetta Re Sara Sgarzi Cristina Tempera | Kombinációs kűr       | 90.650    | 6 Q       | 90.550 | 6        |

## Vízilabda

### Férfi
Kerettagok
- Stefano Tempesti – Kapitány
- Amaurys Perez
- Niccolo Gitto
- Pietro Figlioli
- Alex Giorgetti
- Maurizio Felugo
- Niccolo Figari
- Valentino Gallo
- Christian Presciutti
- Deni Fiorentini
- Matteo Aicardi
- Amaldo Deserti
- Giacomo Pastorino

#### D csoport
| Csapat           | M | Gy | D | V | G+ | G– | Gk  | P |
| ---------------- | - | -- | - | - | -- | -- | --- | - |
| Olaszország      | 3 | 3  | 0 | 0 | 32 | 12 | +20 | 6 |
| Németország      | 3 | 2  | 0 | 1 | 31 | 22 | +9  | 4 |
| Egyesült Államok | 3 | 1  | 0 | 2 | 32 | 20 | +12 | 2 |
| Dél-Afrika       | 3 | 0  | 0 | 3 | 12 | 53 | –41 | 0 |

| 2011. július 18. 19:40 | Olaszország          | 17 – 1      | Dél-Afrika  | Sanghaj Nézőszám: 450 Játékvezetők: Balfanbajev (KAZ), Menendez (CUB) |
| 2011. július 18. 19:40 | (5–0, 3–0, 5–0, 4–1) |             |             | Sanghaj Nézőszám: 450 Játékvezetők: Balfanbajev (KAZ), Menendez (CUB) |
| 2011. július 18. 19:40 | Deserti 4            | Jegyzőkönyv | J.R. Kyte 1 | Sanghaj Nézőszám: 450 Játékvezetők: Balfanbajev (KAZ), Menendez (CUB) |

| 2011. július 20. 17:00 | Egyesült Államok     | 5 – 8       | Olaszország     | Sanghaj Nézőszám: 650 Játékvezetők: Margeta (SLO), Tulga (TUR) |
| 2011. július 20. 17:00 | (1–2, 1–2, 1–3, 2–1) |             |                 | Sanghaj Nézőszám: 650 Játékvezetők: Margeta (SLO), Tulga (TUR) |
| 2011. július 20. 17:00 | Alexander 2          | Jegyzőkönyv | Gitto, Felugo 2 | Sanghaj Nézőszám: 650 Játékvezetők: Margeta (SLO), Tulga (TUR) |

| 2011. július 22. 13:30 | Olaszország          | 7 – 6       | Németország     | Sanghaj Nézőszám: 600 Játékvezetők: Borrell (ESP), Stavridis (GRE) |
| 2011. július 22. 13:30 | (2–3, 1–2, 2–1, 2–0) |             |                 | Sanghaj Nézőszám: 600 Játékvezetők: Borrell (ESP), Stavridis (GRE) |
| 2011. július 22. 13:30 | Aicardi 3            | Jegyzőkönyv | Real, Ploitze 2 | Sanghaj Nézőszám: 600 Játékvezetők: Borrell (ESP), Stavridis (GRE) |

#### Negyeddöntő
| 38. mérkőzés 2011. július 26. 21:00 | Olaszország          | 10 – 6      | Spanyolország | Sanghaj Nézőszám: 650 Játékvezetők: Margeta (SLO), Naumov (RUS) |
| 38. mérkőzés 2011. július 26. 21:00 | (2–1, 3–3, 3–1, 2–1) |             |               | Sanghaj Nézőszám: 650 Játékvezetők: Margeta (SLO), Naumov (RUS) |
| 38. mérkőzés 2011. július 26. 21:00 | Figlioli 4           | Jegyzőkönyv | hat játékos 1 | Sanghaj Nézőszám: 650 Játékvezetők: Margeta (SLO), Naumov (RUS) |

#### Elődöntő
| 44. mérkőzés 2011. július 28. 21:00 | Horvátország         | 8 – 9       | Olaszország | Sanghaj Nézőszám: 1200 Játékvezetők: Borrell (ESP), Koganov (AZE) |
| 44. mérkőzés 2011. július 28. 21:00 | (0–1, 1–2, 3–5, 4–1) |             |             | Sanghaj Nézőszám: 1200 Játékvezetők: Borrell (ESP), Koganov (AZE) |
| 44. mérkőzés 2011. július 28. 21:00 | Bošković 3           | Jegyzőkönyv | Giorgetti 3 | Sanghaj Nézőszám: 1200 Játékvezetők: Borrell (ESP), Koganov (AZE) |

#### Döntő
| 48. mérkőzés 2011. július 30. 21:00 | Szerbia              | 7 – 8 (h. u.) | Olaszország | Sanghaj Nézőszám: 2000 Játékvezetők: Tulga (TUR), Koganov (AZE) |
| 48. mérkőzés 2011. július 30. 21:00 | (0–1, 2–0, 1–4, 3–1) |               |             | Sanghaj Nézőszám: 2000 Játékvezetők: Tulga (TUR), Koganov (AZE) |
| 48. mérkőzés 2011. július 30. 21:00 | Filipović 3          | Jegyzőkönyv   | Aicardi 3   | Sanghaj Nézőszám: 2000 Játékvezetők: Tulga (TUR), Koganov (AZE) |

| Csapat      | Helyezés  |
| ----------- | --------- |
| Olaszország | Aranyérem |

### Női
Kerettagok
- Giulia Gorlero
- Simona Abbate
- Elisa Casanova – Kapitány
- Francesca Pomeri
- Martina Savioli
- Allegra Lapi
- Marta Colaiocco
- Roberta Bianconi
- Giulia Enrica Emmolo
- Giulia Rambaldi Guidasci
- Aleksandra Cotti
- Teresa Frassinetti
- Elena Gigli

#### D csoport
| Csapat      | M | Gy | D | V | G+ | G– | Gk  | P |
| ----------- | - | -- | - | - | -- | -- | --- | - |
| Olaszország | 3 | 3  | 0 | 0 | 40 | 15 | +25 | 6 |
| Kína        | 3 | 2  | 0 | 1 | 50 | 21 | +29 | 4 |
| Kuba        | 3 | 0  | 1 | 2 | 19 | 40 | −21 | 1 |
| Dél-Afrika  | 3 | 0  | 1 | 2 | 16 | 49 | −33 | 1 |

| 2011. július 17. 17:40 | Olaszország          | 12 – 4      | Kuba                   | Sanghaj Nézőszám: 300 Játékvezetők: Juhász (HUN), Wengenroth (SUI) |
| 2011. július 17. 17:40 | (4–1, 2–1, 3–0, 3–2) |             |                        | Sanghaj Nézőszám: 300 Játékvezetők: Juhász (HUN), Wengenroth (SUI) |
| 2011. július 17. 17:40 | három játékos 3      | Jegyzőkönyv | Hernandez, Gutierrez 2 | Sanghaj Nézőszám: 300 Játékvezetők: Juhász (HUN), Wengenroth (SUI) |

| 2011. július 19. 17:00 | Olaszország          | 18 – 2      | Dél-Afrika          | Sanghaj Nézőszám: 400 Játékvezetők: Peris (CRO), Rustamova (UZB) |
| 2011. július 19. 17:00 | (4–2, 5–0, 5–0, 4–0) |             |                     | Sanghaj Nézőszám: 400 Játékvezetők: Peris (CRO), Rustamova (UZB) |
| 2011. július 19. 17:00 | Casanova 4           | Jegyzőkönyv | Schooling, Harris 1 | Sanghaj Nézőszám: 400 Játékvezetők: Peris (CRO), Rustamova (UZB) |

| 2011. július 21. 21:00 | Olaszország          | 10 – 9      | Kína      | Sanghaj Játékvezetők: Koganov (AZE), Flahive (AUS) |
| 2011. július 21. 21:00 | (4–2, 2–1, 3–3, 1–3) |             |           | Sanghaj Játékvezetők: Koganov (AZE), Flahive (AUS) |
| 2011. július 21. 21:00 | Bianconi 3           | Jegyzőkönyv | Wang Yi 3 | Sanghaj Játékvezetők: Koganov (AZE), Flahive (AUS) |

#### Negyeddöntő
| 38. mérkőzés 2011. július 25. 16:40 | Olaszország               | 14 – 12 (h. u.) | Ausztrália     | Sanghaj Nézőszám: 550 Játékvezetők: Juhász (HUN), Borrell (ESP) |
| 38. mérkőzés 2011. július 25. 16:40 | (0–1, 4–0, 4–6, 0–1, 1–1) |                 |                | Sanghaj Nézőszám: 550 Játékvezetők: Juhász (HUN), Borrell (ESP) |
| 38. mérkőzés 2011. július 25. 16:40 | Bianconi 4                | Jegyzőkönyv     | négy játékos 2 | Sanghaj Nézőszám: 550 Játékvezetők: Juhász (HUN), Borrell (ESP) |
| 38. mérkőzés 2011. július 25. 16:40 | Büntetőpárbaj:            |                 |                | Sanghaj Nézőszám: 550 Játékvezetők: Juhász (HUN), Borrell (ESP) |
| 38. mérkőzés 2011. július 25. 16:40 | 5 – 3                     |                 |                | Sanghaj Nézőszám: 550 Játékvezetők: Juhász (HUN), Borrell (ESP) |

#### Elődöntő
| 44. mérkőzés 2011. július 27. 16:50 | Görögország          | 14 – 11     | Olaszország                   | Sanghaj Nézőszám: 950 Játékvezetők: Tulga (TUR), Borrell (ESP) |
| 44. mérkőzés 2011. július 27. 16:50 | (3–2, 5–3, 3–3, 3–3) |             |                               | Sanghaj Nézőszám: 950 Játékvezetők: Tulga (TUR), Borrell (ESP) |
| 44. mérkőzés 2011. július 27. 16:50 | három játékos 3      | Jegyzőkönyv | Bianconi, Rambaldi Guidasci 3 | Sanghaj Nézőszám: 950 Játékvezetők: Tulga (TUR), Borrell (ESP) |

#### A 3. helyért
| 47. mérkőzés 2011. július 29. 16:00 | Oroszország          | 8 – 7       | Olaszország          | Sanghaj Nézőszám: 1000 Játékvezetők: Juhász (HUN), Rotsart (USA) |
| 47. mérkőzés 2011. július 29. 16:00 | (4–0, 2–1, 2–6, 0–0) |             |                      | Sanghaj Nézőszám: 1000 Játékvezetők: Juhász (HUN), Rotsart (USA) |
| 47. mérkőzés 2011. július 29. 16:00 | Belyaeva 3           | Jegyzőkönyv | Casanova, Bianconi 2 | Sanghaj Nézőszám: 1000 Játékvezetők: Juhász (HUN), Rotsart (USA) |